# Maraden Panggabean
Maraden Saur Halomoan Panggabean né le 29 juin 1922 à Tarutung et mort le 28 mai 2000 à Jakarta, est un général indonésien.

## Biographie
En 1943, le gouvernement d'occupation japonais a formé les Défenseurs de l'armée de la patrie, une force auxiliaire composée d'Indonésiens, conçue pour aider les Japonais si les Alliés venaient envahir l'Indonésie. Comme beaucoup de ses contemporains militaires, Panggabean a rejoint. Dans le cas de Panggabean cependant, il semble n'avoir réussi qu'à suivre une formation militaire et une formation de base avant la la capitulation japonaise et les dirigeants nationalistes Sukarno et Mohammad Hatta a proclamé l'indépendance de l'Indonésie.
Comme tous les autres jeunes de toute l'Indonésie, Panggabean a été pris dans la précipitation pour prendre des armes aux Japonais en vue de la formation d'une armée nationale. Le 5 octobre 1945, l'Armée de sécurité du peuple, précurseur des forces armées indonésiennes et plus tard du TNI, a été formée. Panggabean a occupé le poste d'entraîneur militaire à Sibolga avant de servir comme chef d'état-major du 1er bataillon, 4e régiment, 10e division à Sumatra jusqu'en 1949.
Après la révolution nationale indonésienne de 1945 à 1950, Panggabean a passé les 10 années suivantes en tant que chef d'état-major de régiment à la Tapanuli et en tant que commandant de secteur dans le territoire militaire du nord de Sumatra. En 1957, Panggabean a également profité de l'occasion pour poursuivre sa formation militaire au cours avancé d'officier d'infanterie aux États-Unis. En 1959, Panggabean est devenu commandant de bataillon avant d'être transféré au territoire militaire II/Sriwijaya en tant que commandant de station.
Panggabean a ensuite reçu sa première affectation hors de Sumatra en tant que juge tribunal militaire à Makassar, Sulawesi. Alors que la confrontation Indonésie-Malaisie s'intensifiait, Panggabean fut nommé commandant du 2e théâtre de guerre, avec autorité sur les troupes de Bornéo. Là, il a développé une amitié avec Suharto  car le commandant Kostrad de l'époque avait des troupes stationnées à Bornéo.
Après avoir réprimé le Mouvement du 30 septembre, Suharto est devenu le commandant de l'armée. Suharto semble s'être souvenu de Panggabean et l'a nommé membre du personnel au poste de deuxième adjoint.

## Controverse Supersemar
Bien qu'à l'origine ne faisant pas partie des événements qui ont conduit à la formulation de Supersemar et Suharto recevant le pouvoir exécutif, Panggabean est devenu une partie de la controverse en 1998. Selon Sukardjo Wilardjito, un garde du corps présidentiel en poste à Bogor, Panggabean était présent avec Amir Machmud, Mohammad Jusuf et Basuki Rahmat, les trois généraux que de nombreux comptes s'accordent à avoir été présents lorsque Supersemar a été signé. Selon Sukardjo, Panggabean, aux côtés de Basuki, a tenu Sukarno sous la menace d'une arme alors qu'il signait un Supersemar pré-préparé.